# Ханан Пача

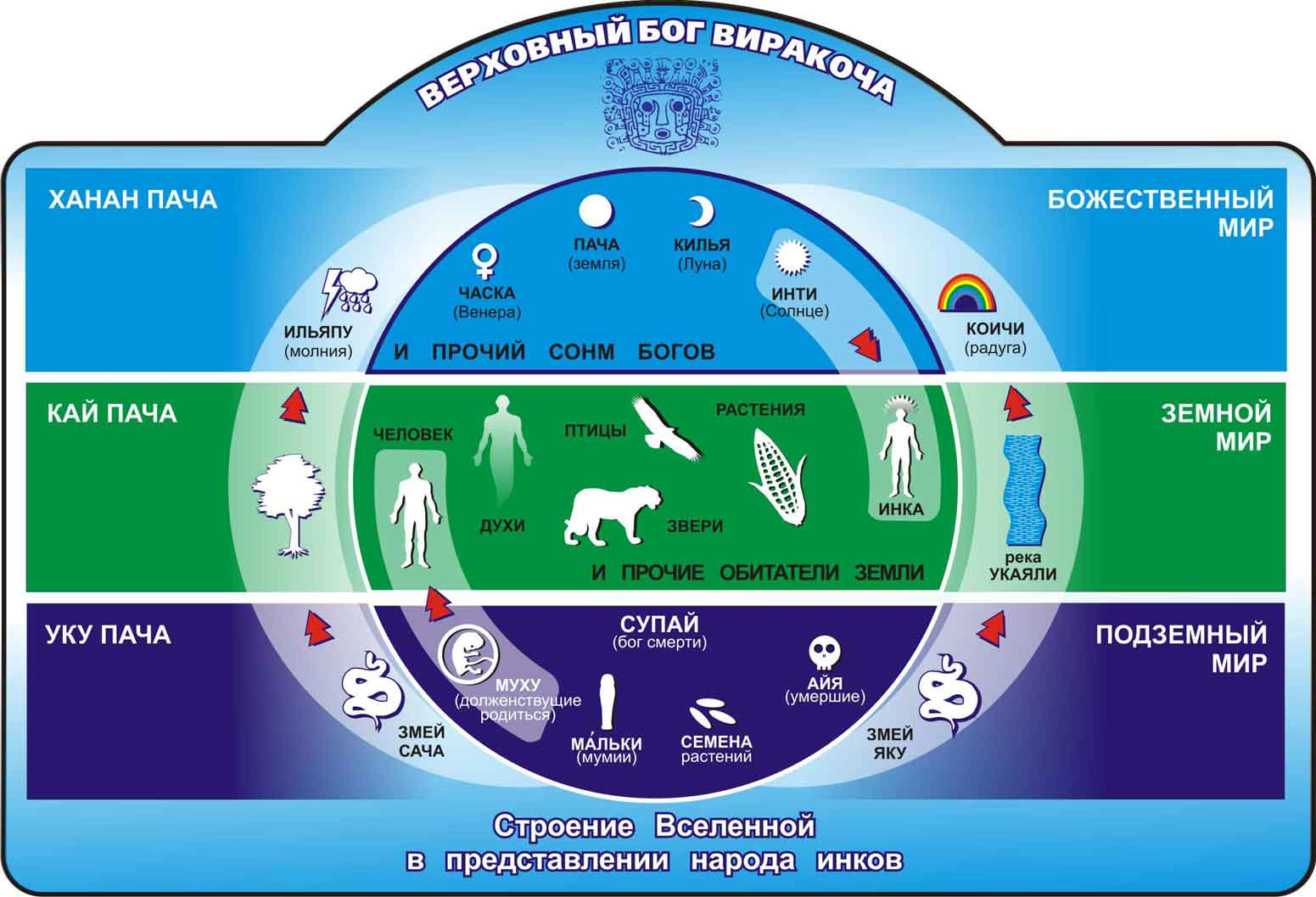
Космология инков. Три мира: Ханан Пача, Кай Пача, Уку Пача.

Ханан Пача или Ханак Пача (кечуа Hanaq Pacha) — в мифологии инков высший небесный божественный мир. Находится над земным миром людей Кай Пача. В Ханан Пача обитают верховные боги Инти, Виракоча, Мама Килья, Пача Камак, Мама Коча и Ильяпа. До сих пор в языке кечуа слово пача означает время или пространство.